# Aviré
Aviré ist eine Ortschaft und eine Commune déléguée in der französischen Gemeinde Segré-en-Anjou Bleu mit 492 Einwohnern (Stand: 1. Januar 2022) im Département Maine-et-Loire in der Region Pays de la Loire.
Die Gemeinde Aviré wurde am 15. Dezember 2016 mit 14 weiteren Gemeinden, namentlich Le Bourg-d’Iré, La Chapelle-sur-Oudon, Châtelais, La Ferrière-de-Flée, L’Hôtellerie-de-Flée, Louvaines, Marans, Montguillon, Noyant-la-Gravoyère, Nyoiseau, Sainte-Gemmes-d’Andigné, Saint-Martin-du-Bois, Saint-Sauveur-de-Flée und Segré zur neuen Gemeinde Segré-en-Anjou Bleu zusammengeschlossen. Sie gehörte zum Arrondissement Segré und zum Kanton Segré.

## Geographie
Aviré liegt rund 35 Kilometer nordwestlich von Angers am Sazée. 

## Bevölkerungsentwicklung
| Jahr                      | 1962 | 1968 | 1975 | 1982 | 1990 | 1999 | 2006 | 2013 |
| Einwohner                 | 449  | 407  | 370  | 405  | 433  | 421  | 426  | 483  |
| Quelle: Cassini und INSEE |      |      |      |      |      |      |      |      |

## Sehenswürdigkeiten
- Menhir La Pierre Debout du Genest, Monument historique
- Kirche Saint-Martin aus dem 12./13. Jahrhundert
- Schloss La Montchevalleraie aus dem 18. Jahrhundert
- Herrenhaus Le Grand Rossignol aus dem 17. Jahrhundert, Monument historique
- Herrenhaus La Fleuriaie aus dem 17. Jahrhundert, Monument historique

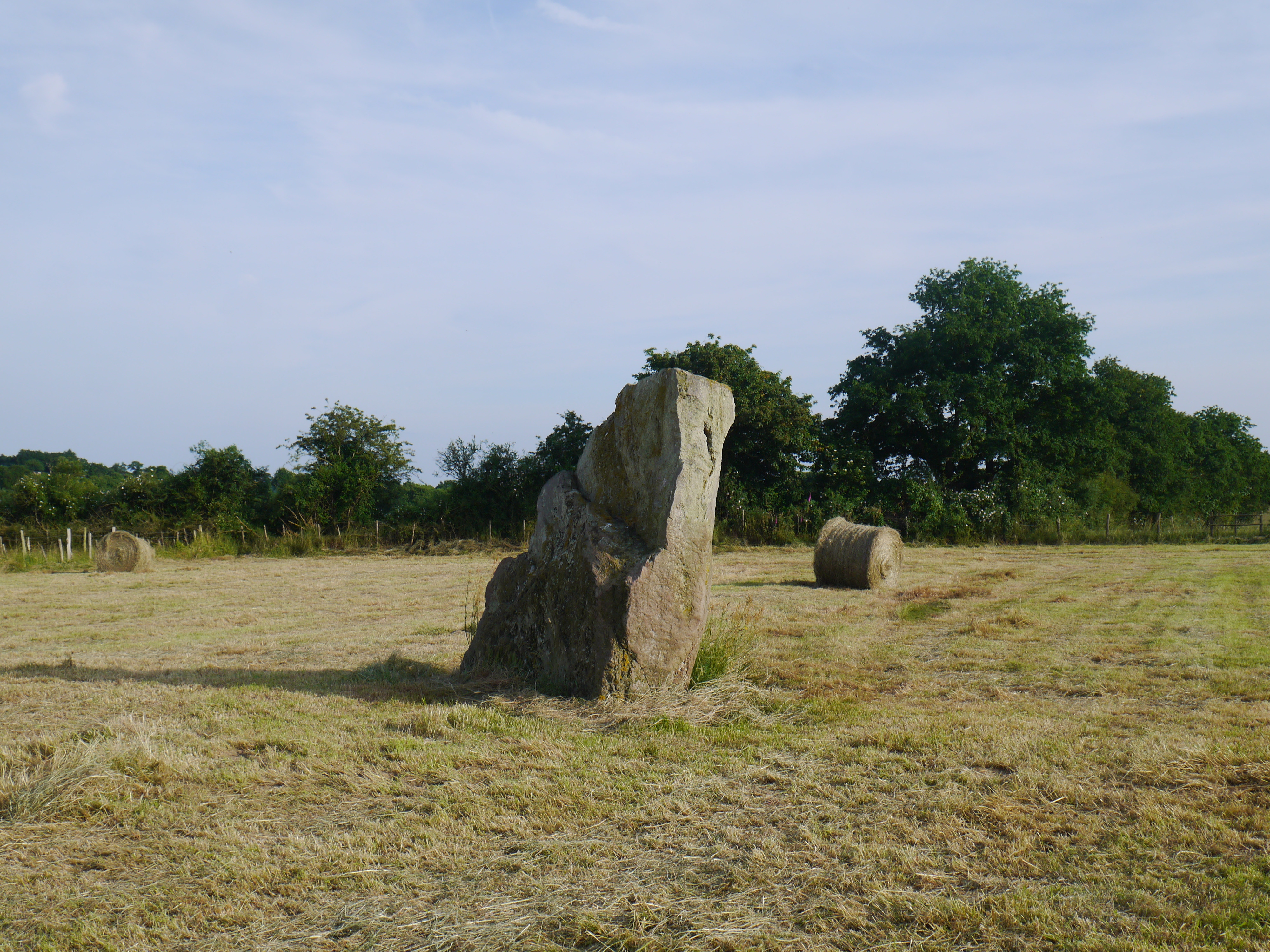
Menhir
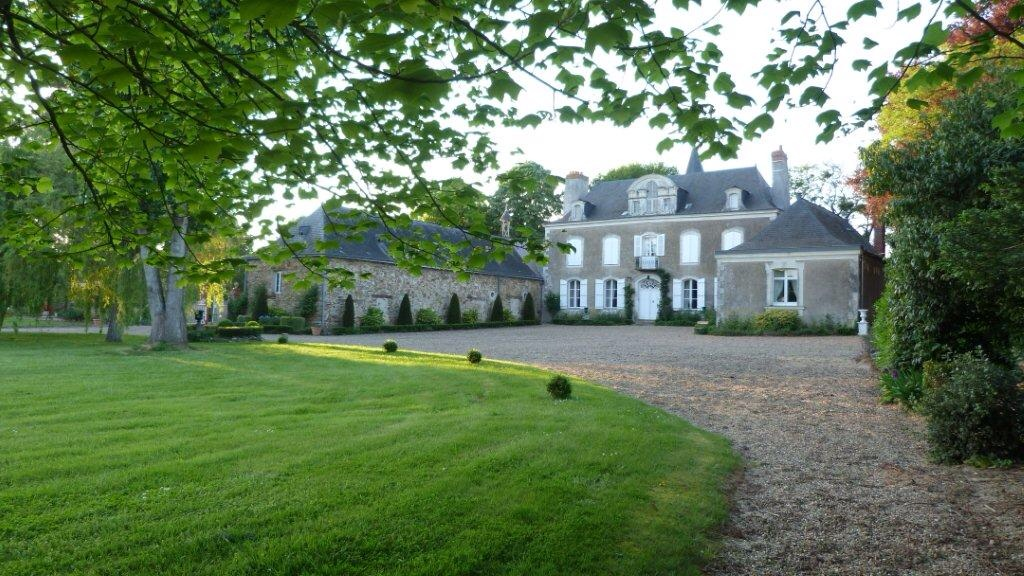
Schloss La Montchevalleraie
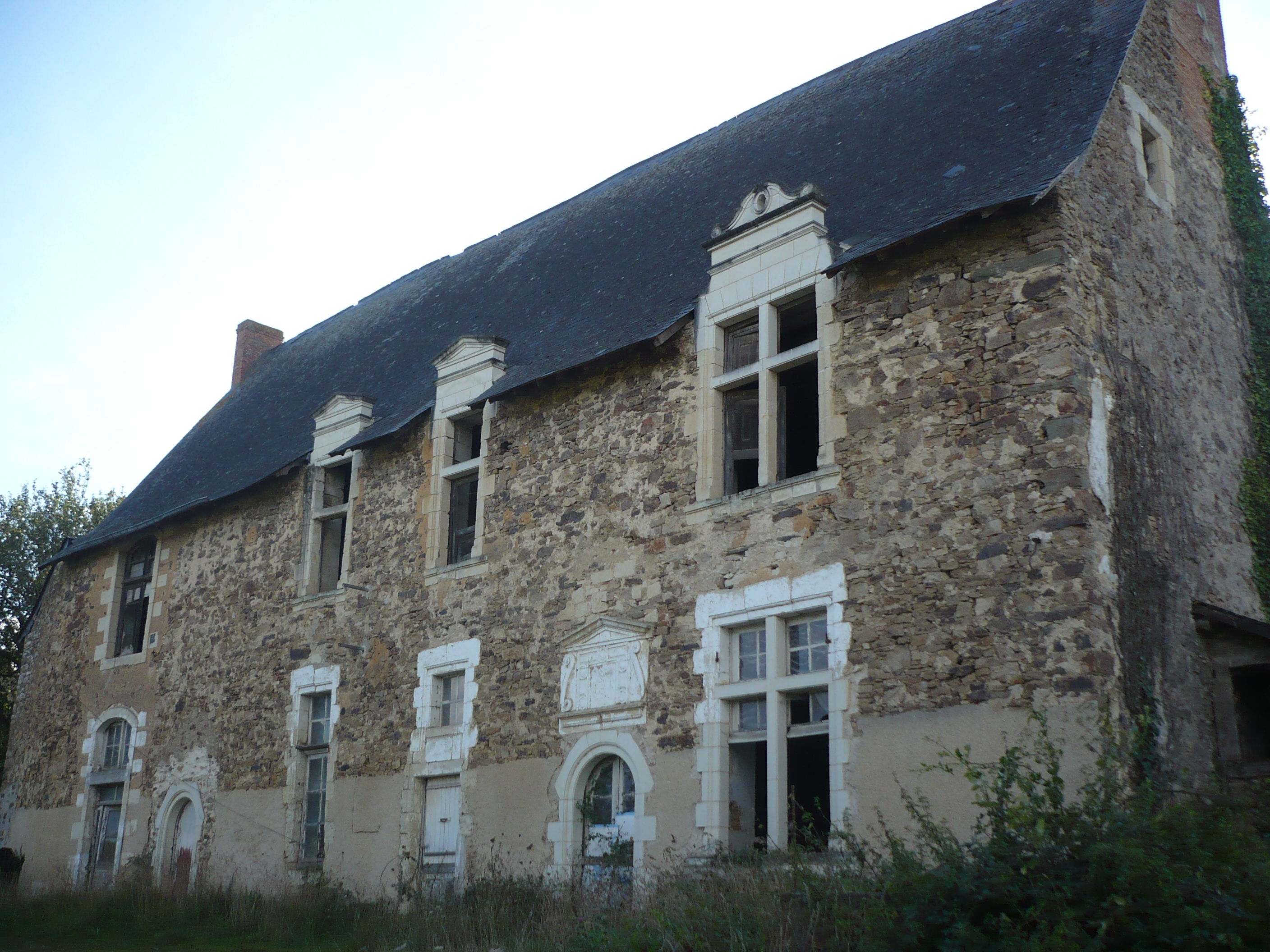
Herrenhaus Le Grand Rossignol
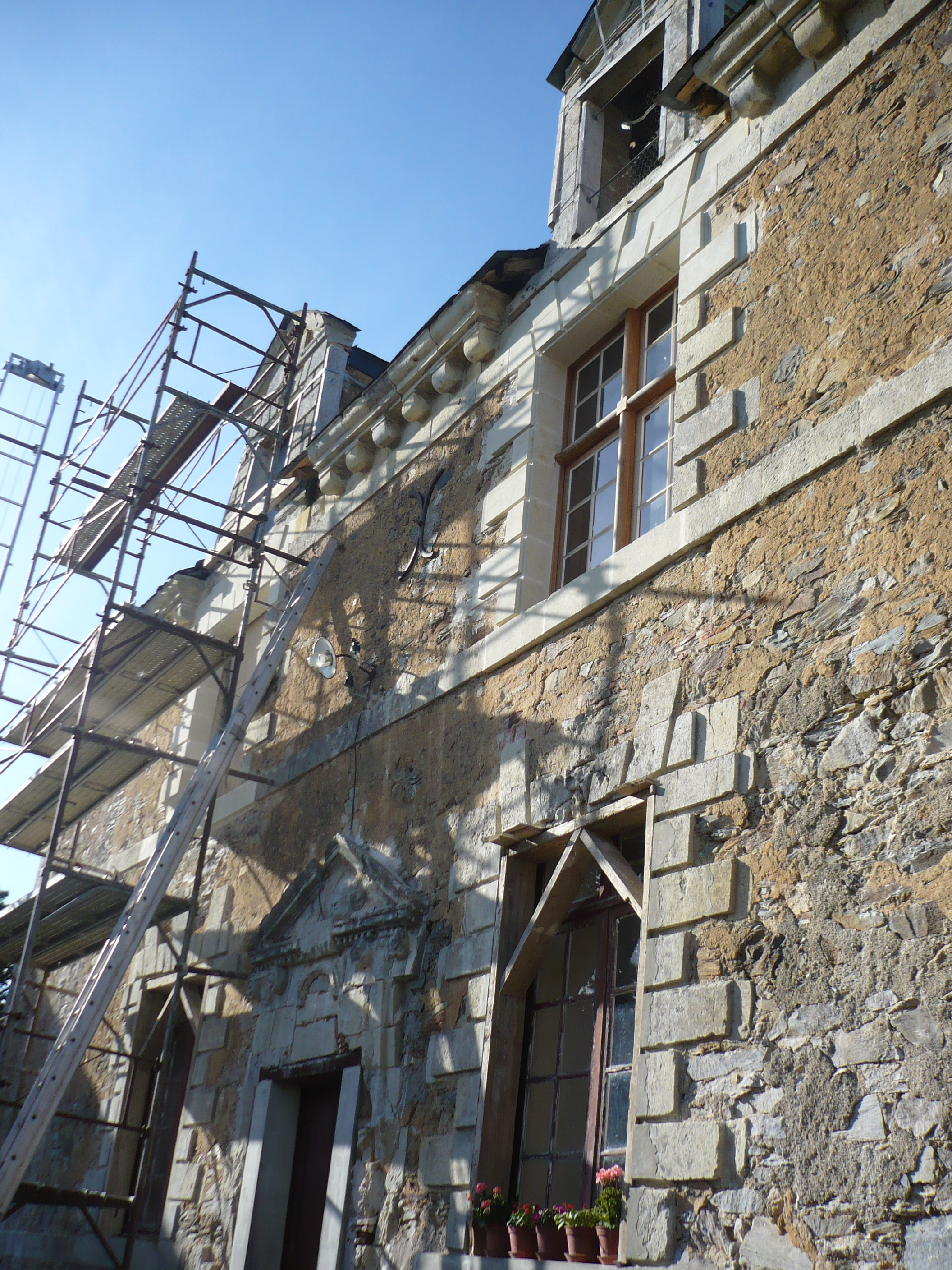
Herrenhaus La Fleuriaie

## Persönlichkeiten
- René Séjourné (1930–2018), Bischof von Saint-Flour (1990–2006)